# Newcastle United FC

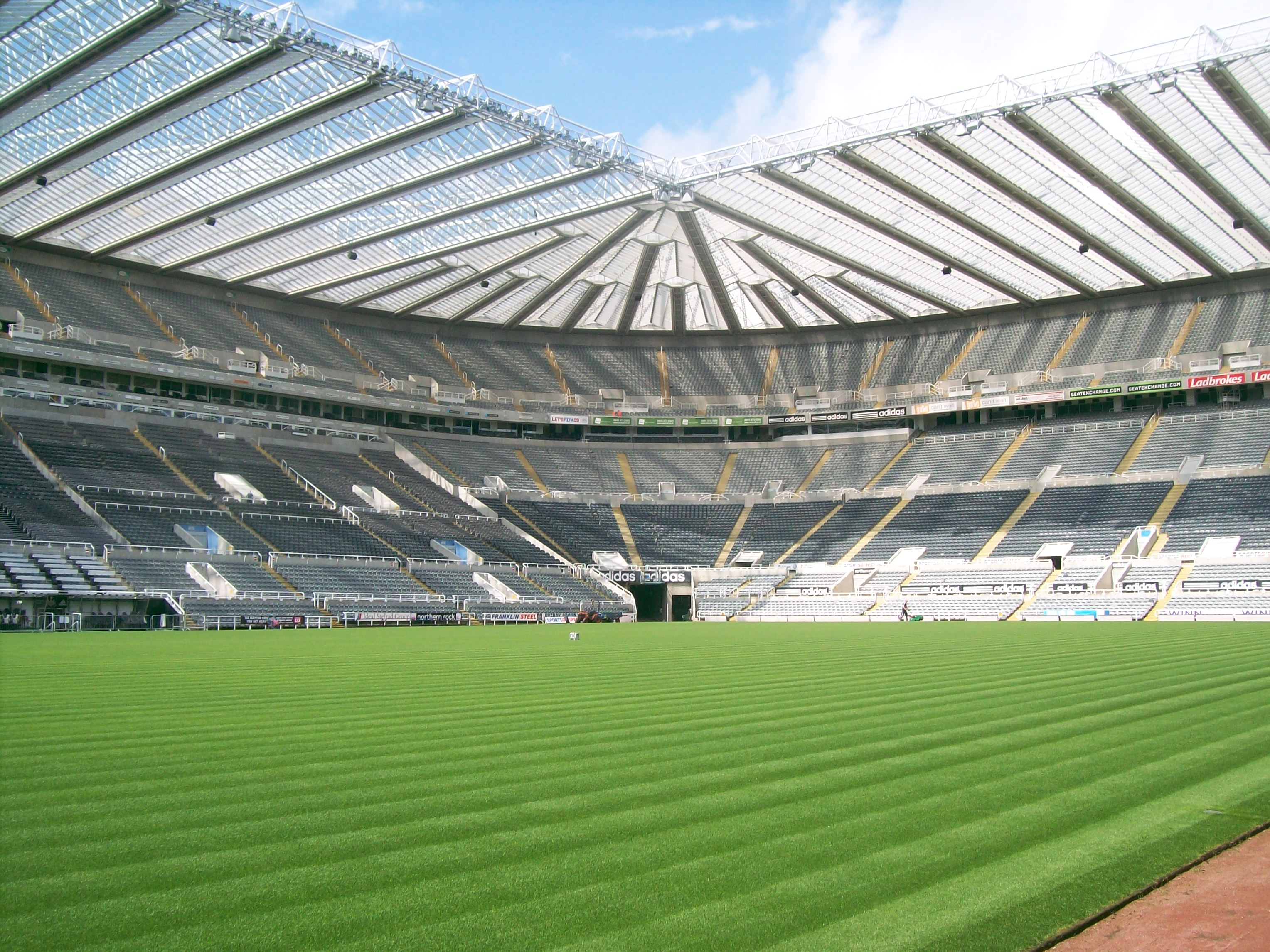
St James' Park

Newcastle United Football Club is een Engelse voetbalclub uit Newcastle upon Tyne die is opgericht in 1881 als Stanley, in 1882 werd deze naam veranderd in Newcastle East End en in 1892 nam het de huidige naam aan. In 2021 werd de club overgenomen door het Saoedische Public Investment Fund. De club speelt haar thuiswedstrijden in het St. James' Park.

## Geschiedenis

### Ontstaan
Het origine van het huidige Newcastle United kan worden teruggeleid tot de Stanley Cricket Club toen die in november 1881 een voetbalteam opgerichte. Een jaar later werd de club hernoemd tot Newcastle East End Football Club om verwarring met de cricket-afdeling te voorkomen. Enkele verhuizingen en fusies later, waaronder een fusie met Newcastle West End Football Club in 1892, ontstond de club onder haar huidige naam. De club nam dat jaar ook het St. James' Park in gebruik.
Een jaar later, in 1893, werd het toegelaten tot de toenmalige Second Division van Engeland, tezamen met Liverpool en Woolwich Arsenal. De eerste competitieve wedstrijd werd in september van dat jaar gespeeld tegen Arsenal en eindigde in 2-2. In 1898 promoveerde de club naar de First Division.

### Eerste successen
Aan het begin van de twintigste eeuw bouwde Newcastle United aan een veelbelovend team en domineerde het Engelse voetbal voor een aantal jaren. Zo wonnen ze driemaal het landskampioenschap: 1904/05, 1906/07 en 1908/09. Daarnaast wisten ze zich drie keer te plaatsen voor de finale van de FA Cup, die ze allen verloren, respectievelijk tegen Aston Villa (1905), Everton (1906) en Wolverhampton (1908). Na de drie verloren finales wisten ze in 1910 eindelijk de beker te winnen door Barnsley te verslaan, maar een jaar later verloren ze wederom een editie, ditmaal van Bradford City.
Het zou enkele jaren duren voordat de club weer in een FA Cup-finale zou komen. In 1924 wonnen ze van Aston Villa en voegde ze een tweede FA Cup toe aan de prijzenkast. Drie jaar later werden de Magpies voor de vierde keer landskampioen met Hughie Gallacher als aanvoerder van het team. In 1930 kwam de club dicht bij degradatie, maar deze kon nipt worden voorkomen. Twee jaar later werd een derde FA Cup gewonnen, maar in 1934 degradeerde de club terug naar de Second Division na 35 seizoenen op het hoogste niveau.

### Naoorlogs succes
Ze hadden moeite om zich aan te passen aan het niveau en degradeerde bijna opnieuw. Toen in 1939 de Tweede Wereldoorlog uitbrak kreeg Newcastle United de kans om zich te herpakken. Zo brachten ze onder andere Jackie Milburn binnen die de club in 1948 terugbracht naar het hoogste niveau. Gedurende de jaren vijftig won de club drie FA Cups, maar daarna stortte de club in en degradeerde het weer naar de Second Division. Het duurde vier seizoenen voordat ze terugkeerden in de First Division. In het seizoen 1967/68 plaatsten de club zich voor het eerst voor Europees voetbal.

### Heen en weer
In 1976 bereikte de club de League Cup-finale, maar wist deze niet te winnen van Manchester City. Na afloop van het seizoen 1977/78 degradeerde Newcastle United weer eens naar de Second Division. Manager Arthur Cox leidde het team terug naar de First Division in 1984 met spelers als Peter Beardsley, Chris Waddle en Kevin Keegan in het elftal. Door gebrek aan geld vertrok Cox naar Derby County en maakte Keegan een einde aan zijn spelerscarrière. In de jaren die volgden wisten de Toons met spelers als Beardsley, Waddle en Paul Gascoigne op het hoogste niveau te blijven, maar toen deze werden verkocht degradeerde het team.
Zakenman John Hall werd in 1992 voorzitter van de club en besloot flink te investeren in de club. Hij stelde oud-speler Keegan aan als hoofdtrainer en stelde meer geld beschikbaar om spelers als Rob Lee, Paul Bracewell en Barry Venison aan te kopen. De club won in 1993 met deze spelers de First Division en plaatste zich daardoor voor de destijds nieuwe Premier League.

### Premier League

#### Eerste periode
Aan het einde van hun eerste jaar in de Premier League eindigde de club als derde op de ranglijst, de hoogste klassering sinds 1927. Enkele jaren later, zowel in 1996 en 1997, eindigde de club zelfs als tweede in de competitie. Het succes was vooral te danken aan de aanvallende spelers David Ginola, Les Ferdinand en Alan Shearer, die op 30 juli 1996 voor een wereldrecordbedrag van 15 miljoen pond werd overgenomen van Blackburn Rovers.
Keegan verliet Newcastle in januari 1997 en werd opgevolgd door Liverpool-legende Kenny Dalglish. Succes en goede resultaten bleven uit en Dalglish werd vervangen door Ruud Gullit, die met het team de FA Cup-finale van 1999 wist te bereiken. Gullit verliet de club aan het begin van het seizoen 1999/2000 en werd opgevolgd door Bobby Robson. Twee jaar later werd de club vierde en kwalificeerde het zich voor de Champions League. De daaropvolgende seizoenen eindigde het team van Robson op de derde en vijfde plaats, maar desondanks werd er in augustus 2004 afscheid genomen van de manager.
Onder leiding van diens opvolger Graeme Souness bereikte de club de kwartfinale van de UEFA Cup in 2004/05 en brak het haar eigen clubrecord voor duurste spelersaankoop. Michael Owen werd voor 16,8 miljoen pond overgenomen van Real Madrid. Shearer, nog altijd onder contract bij de club, stopte in 2006 als voetballer en topscorer aller tijden van de club met 206 doelpunten.
Op 15 mei 2007 werd Sam Allardyce aangesteld als manager van de Magpies. Enkele weken later, op 7 juni, werd Mike Ashley eigenaar van de club. Na een slechte start van het seizoen vertrok Allardyce en werd Keegan opnieuw aangesteld als manager. Volgens Keegan stopte de nieuwe eigenaar en het bestuur niet genoeg financiële middelen in de club en dit leidde tot zijn ontslag in september 2008. Aan het eind van dat seizoen degradeerde de club naar het Championship doordat het op de achttiende plaats was geëindigd met 34 punten. Het kwam één punt te kort op Hull City dat als zeventiende eindigde. Ashley zette de club in juni 2009 te koop voor 100 miljoen pond, maar enkele maanden later toen Chris Hughton werd aangesteld als manager, gaf hij aan dat de club niet meer te koop was.

#### Tweede periode
Hughton bracht Newcastle United terug naar de Premier League na slechts een seizoen afwezigheid. Na het ontslag van de hoofdtrainer in december 2010 werd Alan Pardew met een vijf en een half-jarig contract aangesteld als manager. Ondanks wisselende resultaten eindigde de club als twaalfde. Het seizoen erop plaatste het team zich voor de Europa League door als vijfde te eindigen, de hoogste notering sinds het tijdperk Robson. In de Europese competitie wist de club door te stoten tot de kwartfinale, waarin het werd uitgeschakeld door de latere finalist Benfica. In de Premier League wist het team maar net degradatie te voorkomen. Ook een seizoen later werd degradatie net ontlopen, maar in 2016 was er geen ontkomen meer aan. Met Rafael Benítez aan het roer degradeerde de club terug naar het Championship. Uitgerekend aartsrivaal Sunderland velde het vonnis door op 11 mei 2016 de inhaalwedstrijd tegen Everton met 3-0 te winnen. Zowel Newcastle als Norwich City kon daardoor degradatie niet meer ontlopen. Hekkensluiter Aston Villa was al eerder gedegradeerd.

#### Derde periode
Benítez bleef de club ondanks de degradatie trouw en begeleide ze in zijn eerste volledige seizoen direct terug naar de Premier League door kampioen te worden na een 3-0 overwinning op Barnsley. Op 16 oktober 2017 besloot Ashley de club weer te koop te zetten. Dat seizoen eindigde de club tiende, de hoogste notering in vier jaar tijd. Daarna kende Newcastle een moeizamer seizoen en nam de kritiek op Ashley, door zijn gebrek aan investeringen in de selectie, toe. Dit was ook een kritiek punt van Benítez die besloot zijn aflopende contract niet te verlengen ondanks een nieuw aanbod. Oud-Sunderland trainer Steve Bruce werd aangesteld als zijn opvolger. Met Bruce aan het roer eindigde de club als dertiende en twaalfde.

### Saoedische overname
Op 7 oktober 2021 werd de club, na veertien jaar, van de hand gedaan door Ashley. Het consortium dat de club overnam bestond uit het Saoedische Public Investment Fund, het Britse RB Sports & Media en PCP Capital Partners. De overname maakte Newcastle United in één klap de rijkste club ter wereld. Enkele dagen na de overname werd er afscheid genomen van Bruce als manager van de club. Eddie Howe, voormalig trainer van Bournemouth, werd aangesteld als zijn opvolger en moest Newcastle behouden voor de Premier League. Kieran Trippier werd op 7 januari 2022 de eerste speler die werd binnengehaald door de nieuwe eigenaren. Uiteindelijk eindigde de club dat seizoen op de elfde plaats. In de zomer van 2022 werd er flink geïnvesteerd in de selectie, door de nieuw aangestelde technisch directeur Dan Ashworth. Zo werden onder andere Sven Botman, Nick Pope en Alexander Isak naar Noord-Engeland gehaald. Isak werd met circa zeventig miljoen euro de duurste inkomende transfer ooit voor Newcastle United.
Op 22 mei 2023 plaatste Newcastle United zich voor het eerst in ruim twintig jaar weer voor de Champions League, wat kan worden beschouwd als het eerste bescheiden succes onder de nieuwe eigenaren. In dat Champions League-seizoen werd het ingedeeld in de 'poule des doods' met AC Milan, Borussia Dortmund en Paris Saint-Germain. De laatste twee bereikte respectievelijk de finale en halve finale. In de reguliere competitie verliep het seizoen moeizamer voor het elftal van Howe. Mede door de vele blessures wist het team zich niet voor het tweede seizoen op rij te plaatsen voor de Champions League. Het eindigde als zevende en greep daardoor naast een Europees ticket.
Een eerste tastbare prijs voor Newcastle United volgde in het seizoen 2024/25 toen er beslag werd gelegd op de League Cup. In de finale in het Wembley Stadium werd Liverpool met 1-2 verslagen.

## Erelijst
| Internationaal                                   |    |                                    |
| UEFA Intertoto Cup                               | 1x | 2006                               |
| Jaarbeursstedenbeker                             | 1x | 1969                               |
| Texaco Cup                                       | 2x | 1974, 1975                         |
| Anglo-Italian Cup                                | 1x | 1973                               |
| Nationaal                                        |    |                                    |
| Football League First Division                   | 4x | 1904/05, 1906/07, 1908/09, 1926/27 |
| FA Cup                                           | 6x | 1910, 1924, 1932, 1951, 1952, 1955 |
| EFL Cup                                          | 1x | 2025                               |
| FA Charity Shield                                | 1x | 1909                               |
| Football League Second Division/EFL Championship | 4x | 1964/65, 1992/93, 2009/10, 2016/17 |
| Sheriff of London Charity Shield                 | 1x | 1907                               |

## Clubcultuur

### Clubkleuren
De club speelt in een zwart/wit gestreept tenue, wat volgens supporters geluk brengt. De bijnaam Magpies  (eksters) verwijst ook naar de zwart-witte kleuren (een ekster is ook zwart met wit). Supporters van de club worden ook wel Geordies genoemd. De aanhang van Newcastle noemt zich The Toon Army.

### Liederen
- I'm a Geordie
- Toon, Toon, Black and White Army
- Hello Hello
- Toon Toon
- The Blaydon Races
- The Geordie Boot Boys Song
- The Tony Green Song
- Black and White Sox Ruel Ruel
- When the Mags go Marching In
- Newcastle, Newcastle, Newcastle
- The "Submarine" Song
- One for Gilly
- Cheer up Peter Reid
- Harry Roberts Song
- The Magpie Ranger
- They call us Newcastle United
- For those not from Manchester

### Rivaliteit
Newcastle United heeft een rivaliteit opgebouwd met het nabijgelegen Sunderland. De Tyne-Wear-derby tussen Newcastle United en Sunderland wordt gespeeld sinds 1898. Overige rivalen van de club zijn Manchester United, Middlesbrough en Liverpool.

## Stadion

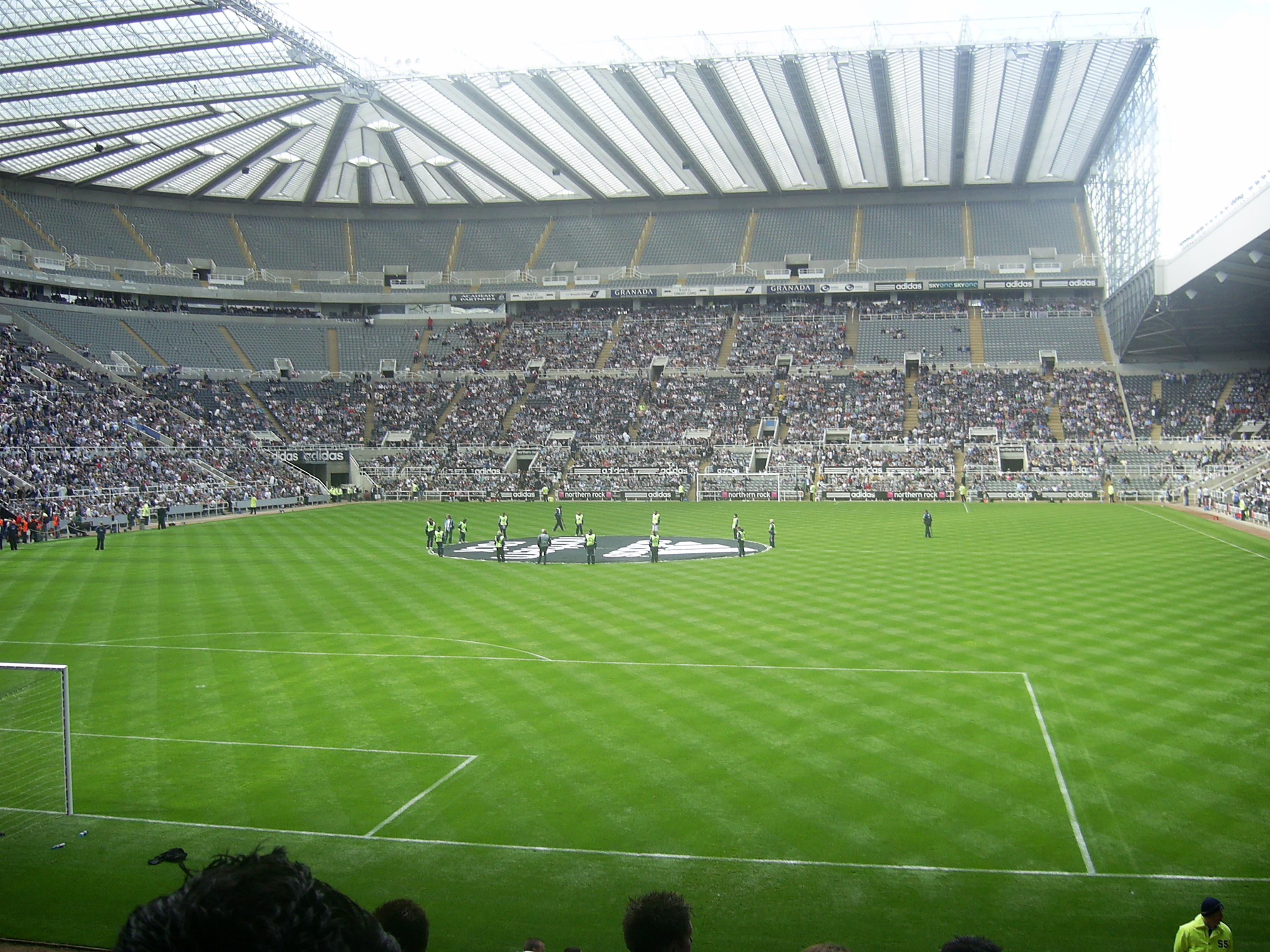
De noord-tribune van St. James' Park

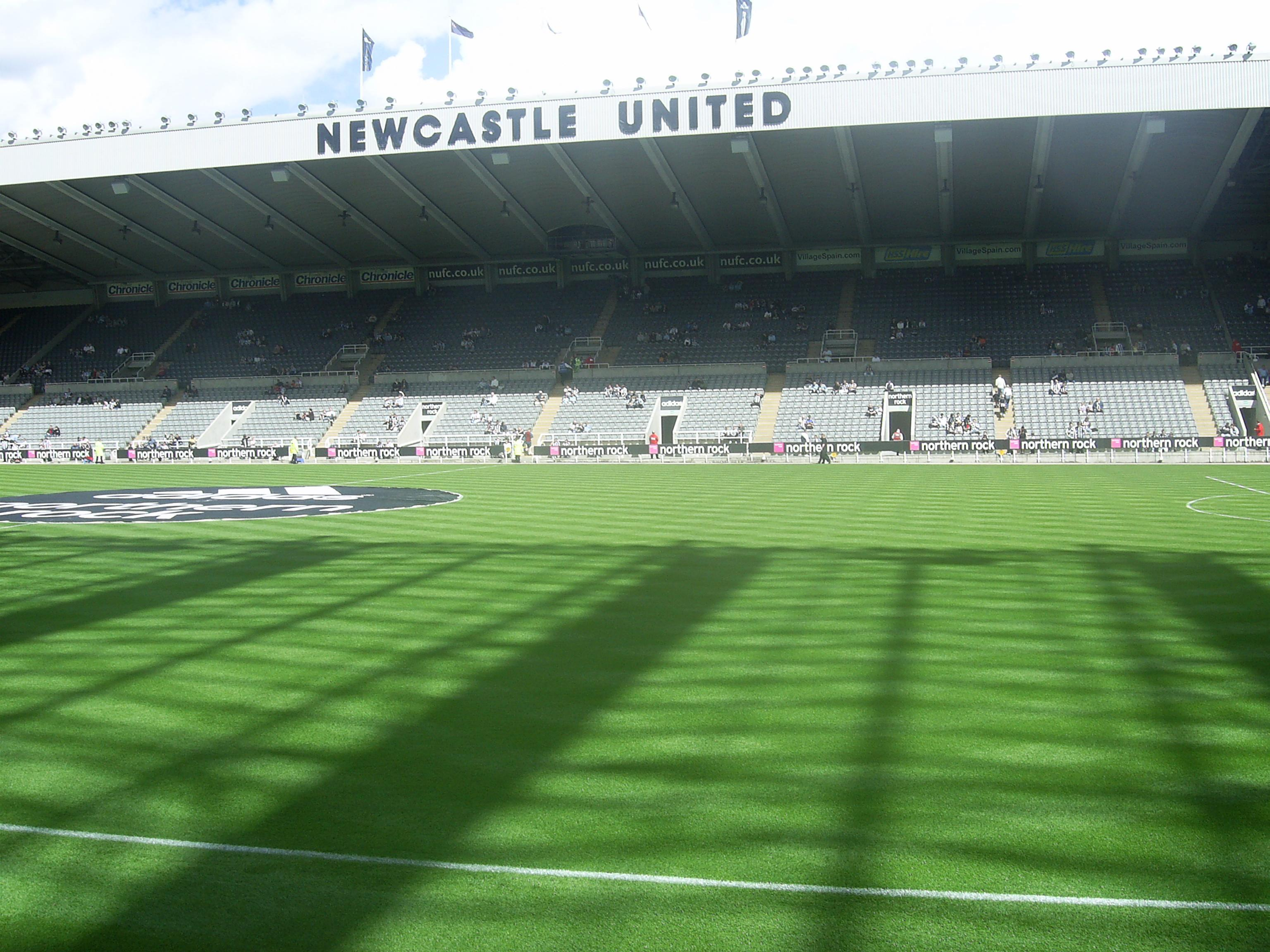
De oost-tribune van St. James' Park

### St. James' Park
Het St. James' Park werd in 1891 voor het eerst door Newcastle United gebruikt nadat de East End en de West End waren samengevoegd. Er werd echter al in gevoetbald sinds 1880.
Tot begin jaren negentig werden er slechts kleine verbouwingen verricht, maar toen zakenman John Hall vanaf 1991 investeerde in de club resulteerde dit in een capaciteitstoename tot 36.000 plaatsen in 1995. Dit was nog niet genoeg om de enorme achterban te huisvesten. Er werden dan ook plannen ontworpen voor een nieuw stadion in het nabijgelegen Leazes Park, maar de gemeente stemde er niet mee in. Daardoor werd besloten om het stadion verder uit te breiden door een extra ring toe te voegen aan de Leazes Stand en de Milburn Stand. De bovenste ring aan de west- en noordzijde van het stadion werden opgeleverd in juli 2000, inclusief zitplaatsen en skyboxen. De skyboxen op de oostzijde werden afgebroken en vervangen door zitplaatsen, waardoor de capaciteit opliep tot 52.387 plaatsen.

## Trainingscomplex

### Darsley Park
Darsley Park, officieel Newcastle United Training Centre, is het trainingscomplex van de club gelegen in Benton. Het complex werd in 2003 geopend en bestaat uit vier gebouwen.

## Eerste elftal

### Selectie
| Nr.           | Naam                 | Sinds      | Contract   | Vorige club            |
| Doelmannen    | Doelmannen           | Doelmannen | Doelmannen | Doelmannen             |
| ------------- | -------------------- | ---------- | ---------- | ---------------------- |
| 1             | Martin Dúbravka      | 2018       | 2026       | Sparta Praag           |
| 19            | Odysseas Vlachodimos | 2024       |            | Nottingham Forest      |
| 22            | Nick Pope            | 2022       | 2026       | Burnley                |
| 26            | John Ruddy           | 2024       | 2025       | Birmingham City        |
| 29            | Mark Gillespie       | 2020       | 2025       | Motherwell             |
| Verdedigers   |                      |            |            |                        |
| 2             | Kieran Trippier      | 2022       | 2026       | Atlético Madrid        |
| 4             | Sven Botman          | 2022       | 2027       | Lille                  |
| 5             | Fabian Schär         | 2018       | 2025       | Deportivo La Coruña    |
| 6             | Jamaal Lascelles     | 2014       | 2025       | Nottingham Forest      |
| 12            | Jamal Lewis          | 2020       | 2025       | Norwich City           |
| 13            | Matt Targett         | 2022       | 2026       | Aston Villa            |
| 17            | Emil Krafth          | 2019       | 2026       | Amiens                 |
| 20            | Lewis Hall           | 2023       |            | Chelsea                |
| 21            | Tino Livramento      | 2023       | 2028       | Southampton            |
| 33            | Dan Burn             | 2022       | 2026       | Brighton & Hove Albion |
| Middenvelders |                      |            |            |                        |
| 7             | Joelinton            | 2019       | 2028       | Hoffenheim             |
| 8             | Sandro Tonali        | 2023       | 2028       | AC Milan               |
| 28            | Joe Willock          | 2021       | 2027       | Arsenal                |
| 36            | Sean Longstaff       | 2019       | 2026       |                        |
| 39            | Bruno Guimarães      | 2022       | 2028       | Olympique Lyon         |
| 67            | Lewis Miley          | 2023       | 2029       |                        |
| Aanvallers    |                      |            |            |                        |
| 9             | Callum Wilson        | 2020       | 2025       | Bournemouth            |
| 10            | Anthony Gordon       | 2023       |            | Everton                |
| 11            | Harvey Barnes        | 2023       | 2028       | Leicester City         |
| 14            | Alexander Isak       | 2022       | 2028       | Real Sociedad          |
| 18            | William Osula        | 2024       | 2029       | Sheffield United       |
| 23            | Jacob Murphy         | 2017       | 2027       | Norwich City           |

Laatste update: 17 maart 2025

### Staf
| Functie            | Naam               | Sinds | Contract | Vorige club      |
| ------------------ | ------------------ | ----- | -------- | ---------------- |
| Hoofdtrainer       | Eddie Howe         | 2021  |          | Bournemouth      |
| Assistent-trainers | Graeme Jones       | 2021  |          | Engeland         |
| Assistent-trainers | Stephen Purches    | 2021  |          | Bournemouth      |
| Assistent-trainers | Jason Tindall      | 2021  |          | Sheffield United |
| Assistent-trainers | Simon Weatherstone | 2021  |          | Bournemouth      |
| Keeperstrainer     | Shwan Jalal        | 2022  |          | Stockport County |

Laatste update: 30 augustus 2024

## Overzichtslijsten

### Eindklasseringen vanaf 1946/47
- 1947 5e
Second Division
- 1948 2e
Second Division
- 1949 4e
First Division
- 1950 5e
First Division
- 1951 4e
First Division
- 1952 8e
First Division
- 1953 16e
First Division
- 1954 15e
First Division
- 1955 8e
First Division
- 1956 11e
First Division
- 1957 17e
First Division
- 1958 19e
First Division
- 1959 11e
First Division
- 1960 8e
First Division
- 1961 21e
First Division
- 1962 11e
Second Division
- 1963 7e
Second Division
- 1964 8e
Second Division
- 1965 1e
Second Division
- 1966 15e
First Division
- 1967 20e
First Division
- 1968 10e
First Division
- 1969 9e
First Division
- 1970 7e
First Division
- 1971 12e
First Division
- 1972 11e
First Division
- 1973 9e
First Division
- 1974 15e
First Division
- 1975 15e
First Division
- 1976 15e
First Division
- 1977 5e
First Division
- 1978 21e
First Division
- 1979 8e
Second Division
- 1980 9e
Second Division
- 1981 11e
Second Division
- 1982 9e
Second Division
- 1983 5e
Second Division
- 1984 3e
Second Division
- 1985 14e
First Division
- 1986 11e
First Division
- 1987 17e
First Division
- 1988 8e
First Division
- 1989 20e
First Division
- 1990 3e
Second Division
- 1991 11e
Second Division
- 1992 20e
Second Division
- 1993 1e
First Division
- 1994 3e
Premier League
- 1995 6e
Premier League
- 1996 2e
Premier League
- 1997 2e
Premier League
- 1998 13e
Premier League
- 1999 13e
Premier League
- 2000 11e
Premier League
- 2001 11e
Premier League
- 2002 4e
Premier League
- 2003 3e
Premier League
- 2004 5e
Premier League
- 2005 14e
Premier League
- 2006 7e
Premier League
- 2007 13e
Premier League
- 2008 12e
Premier League
- 2009 18e
Premier League
- 2010 1e
Championship
- 2011 12e
Premier League
- 2012 5e
Premier League
- 2013 16e
Premier League
- 2014 10e
Premier League
- 2015 15e
Premier League
- 2016 18e
Premier League
- 2017 1e
Championship
- 2018 10e
Premier League
- 2019 13e
Premier League
- 2020 13e
Premier League
- 2021 12e
Premier League
- 2022 11e
Premier League
- 2023 4e
Premier League
- 2024 7e
Premier League
- 2025 5e
Premier League

- First Division
- Second Division
- Premier League
- Championship

ⓘ In 1992 invoering van de Premier League en opheffing van de Fourth Division; in 2004 opheffing van de First, Second en Third Division.

### Newcastle United in Europa
Newcastle United speelt sinds 1968 in diverse Europese competities. Hieronder staan de competities en in welke seizoenen de club deelnam. De editie die Newcastle United heeft gewonnen is dik gedrukt:
- Champions League (5x)

1997/98, 2002/03, 2003/04, 2023/24, 2025/26
- UEFA Cup / Europa League (8x)

1977/78, 1994/95, 1996/97, 1999/00, 2003/04, 2004/05, 2006/07, 2012/13
- Europacup II (1x)

1998/99
- Intertoto Cup (3x)

2001, 2005, 2006
- Jaarbeursstedenbeker (3x)

1968/69, 1969/70, 1970/71

## Bekende (oud-)Magpies

### Spelers
- Patrick van Aanholt
- Philippe Albert
- Miguel Almirón
- Vurnon Anita
- Peter Beardsley
- Craig Bellamy
- Sven Botman
- Nicky Butt
- Andy Carroll
- Andy Cole
- Damien Duff
- Les Ferdinand
- David Ginola
- Paul Gascoigne
- Shay Given
- Bruno Guimarães
- Alexander Isak
- Jermaine Jenas
- Kevin Keegan
- Patrick Kluivert
- Tim Krul
- Jackie Milburn
- Michael Owen
- Scott Parker
- Stuart Pearce
- Nick Pope
- Alan Shearer
- Alan Smith
- Gary Speed
- Kieran Trippier
- Georginio Wijnaldum

### Trainers
- Sam Allardyce
- Rafael Benítez
- Steve Bruce
- Kenny Dalglish
- Ruud Gullit
- Eddie Howe
- Chris Hughton
- Kevin Keegan
- Steve McClaren
- Alan Pardew
- Bobby Robson
- Graeme Souness

## Trivia
- De club figureerde in 2005 in de speelfilm Goal! Kick Off. Naast het volledige elftal waren hierin onder andere Alan Shearer en Kieron Dyer te zien.